# Пономаренко Олексій Сергійович
Пономаренко Олексій Сергійович — старший сержант ГУ Національної поліції України в Київській області, відзначився у ході російського вторгнення в Україну. 

## З життєпису
Проходив службу в Ужгородському районному управлінні. Згодом перевівся в Київську область.  Загинув у віці 30 років під час евакуації жінок та дітей з сіл Вишгородського району на Київщині.

## Нагороди
- орден «За мужність» III ступеня (2022, посмертно) — за особисту мужність і самовіддані дії, виявлені у захисті державного суверенітету та територіальної цілісності України, вірність військовій присязі.